# Жената с две лица
„Жената с две лица“ (на английски: Two-Faced Woman) е американска романтична комедия от 1941 г. на режисьора Джордж Кюкор, с участието на Грета Гарбо (в нейния последен филм), Мелвин Дъглас, Констанс Бенет и Роланд Йънг. Филмът е разпространен в Metro-Goldwyn-Mayer.
Гарбо играе съпругата, която се преструва да бъде своята сестра близначка с цел да възвърне привързаностите на отчуждения си съпруг (Дъглас), който я е оставил заради бивша приятелка (Бенет). Филмът като цяло се разглежда като боксофис бомба и неуспешен опит за модернизиране или „американизиране“ на образа на Гарбо с цел увеличаване на феновата ѝ база в САЩ. По взаимно съгласие договорът на Гарбо с MGM бе прекратен малко след като филма излезе на екран, и това стана последният ѝ филм.

## Сюжет
Редакторът от модно списание Лари Блейк (Мелвин Дъглас) е женен за ски инструкторката Карин Борг (Гарбо) по импулс, но тя скоро научава, че той очаква от нея да стане предана съпруга и да не бъде независимата жена, в който са се срещнали. Те се разделят когато Лари се завръща в Ню Йорк Сити, където той отново се заема с драматурга Гризелда Вон (Констанс Бенет), с когото е участвал преди брака си.
Карин отива в Ню Йорк да осуети романтиката си да си върне съпруга, в която се преструва на своята сестра близначка Катрин Борг, дива и аморална „модерна“ жена. Карин, във вида на Катрин, се опитва да очарова Лари, докато той осъзнава истината. Той си играе, почти съблазнявайки сестрата близначка на съпругата си, но всеки път спира. Карин и Лари се събраха отново на пистите са ски и всичко е забравено.

## В ролите
| Изпълнител      | Роля                           |
| --------------- | ------------------------------ |
| Грета Гарбо     | Карин Борг Блейк / Катрин Борг |
| Мелвин Дъглас   | Лари Блейк                     |
| Констанс Бенет  | Гризелда Вон                   |
| Роланд Йънг     | О.О. Милър                     |
| Робърт Стърлинг | Дик Уилямс                     |
| Рут Гордън      | Г-жа Рут Елис                  |
| Францес Карсън  | Госпожица Дънбар               |

## Продукция
Доволни от финансовия и критичен успех на предишния филм на Гарбо – „Ниночка“ (1939), студията решава отново да събере Гарбо и Дъглас за следващата романтична комедия. Джордж Кюкор, който преди режисираше Гарбо в романтичната драма „Дамата с камелиите“ (1936), е възложен да режисира. Констанс Бенет, основна водеща дама в ранните през 30-те години, чиято кариера намалява, беше наета да изиграе поддържаща роля чрез усилията на приятеля си Кюкор. Сценарият на С.Н. Берман, Салка Виртел и Джордж Опенхаймер е базиран на ням филм на Констанс Талмадж от 1925 г., озаглавен „Сестра ѝ от Париж“, който от своя страна е базиран на пиеса на немския драматург Лудвиг Фулда.
MGM използва филма за популяризиране на новия имидж на Гарбо като модерен, бляскав и спортен тип с надеждата да увеличи привлекателността си към публиката в Съединените щати. Ранните филми на Гарбо бяха привлекли голяма европейска публика, която сега намалява поради Втората световна война. Гарбо беше нещастна по време на снимките на Жената с две лица, и неудобно от опитите на режисьорите да я представят като модерна „американска“ жена. Тя категорично възрази срещу сцена, в която се вижда да плува; тя отива при Кюкор и се пледира да бъде съкратена сцената, но Кюкор, която сподели нейните резервации за филма, каза ѝ, че трябваше да остане. Сценарият също призова Гарбо да танцува в сцена с румба от бала. Гарбо, който не харесваше танците и не беше естествена танцьорка, беше принудена да вземе уроци и веднъж се скри от инструктора си по танци от едно дърво в дома си. По-късно тя каза, че е смутена от филма и че „не е добро и никога не може да се направи добро“.
Жената с две лица е продуциран от Готфрид Рейнхардт, музиката е композирана от Бронислав Капер, оператор е Джоузеф Рутенбърг, художник е Седрик Гибънс и костюмите са от Адриан.